# Enōsī Armeniōn Neōs Leukōsias
L'Enōsī Armeniōn Neōs Leukōsias o, più brevemente, AYMA Nicosia (dove AYMA è l'acronimo di Armenian Young Men's Association, in inglese Associazione giovanile armena) è un circolo culturale e sportivo di armeni a Cipro. La sua sezione calcio ha militato per 11 volte nella massima divisione cipriota.

## Storia
Fondato negli anni '30 del XX secolo, il circolo si distinse soprattutto nel calcio anche se inizialmente giocò solo in tornei amatoriali. Partecipò per la prima volta alla massima divisione cipriota nella stagione 1947/1948: ebbe come miglior risultato il quarto posto ottenuto proprio in quella occasione e per altro su appena cinque partecipanti. Al termine della stagione 1955-1956 retrocesse in B' Katīgoria. Nelle successive tre stagioni non riuscì a tornare in massima serie, salvo essere ripescato per il campionato 1960/1961. Al termine della stagione 1961-1962 fu nuovamente retrocesso e da quel momento è ritornato a disputare esclusivamente campionato amatoriali.